# Rheumaptera hofgreni
Rheumaptera hofgreni là một loài bướm đêm trong họ Geometridae.